# DNA viry

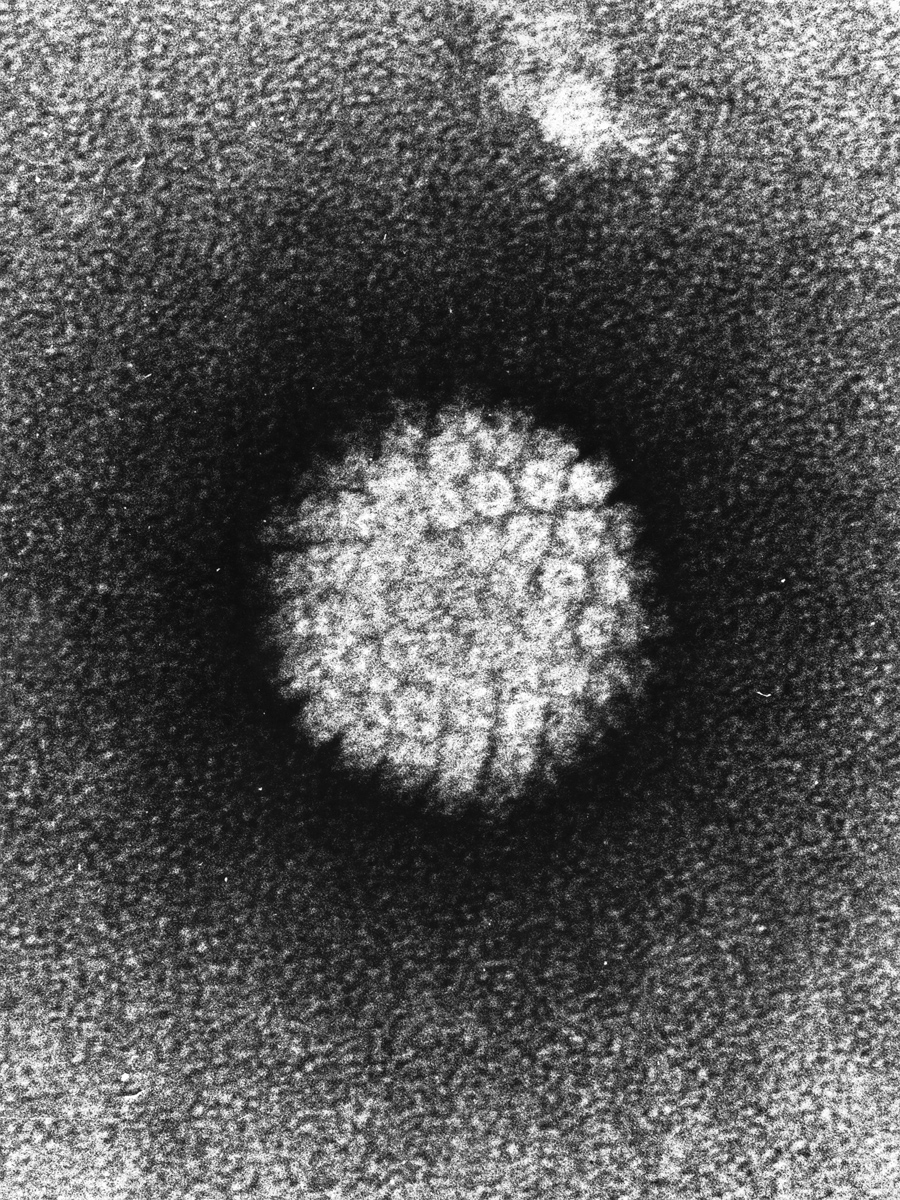
Lidský papillomavirus

DNA viry jsou viry, které ve své částici (virionu) obsahují deoxyribonukleovou kyselinu (DNA).
DNA může v těchto virech obsahovat jeden nebo dva řetězce
- ssDNA – jednovláknová DNA (single stranded)
- dsDNA – dvoušroubovicová DNA (double stranded)

Podle přítomnosti dodatečných lipidových a bílkovinných obalů se obdobně jako RNA viry dělí na
- obalené viry – např. herpes viry (působí infekční opary)
- neobalené viry – např. adenoviry (infekce dýchacích cest)

## Představitelé DNA virů
DNA virů existuje velké množství. Jejich typickými představiteli jsou:
- herpes viry
- poxiviry – viry pravých neštovic
- lidský papilomavirus
- virus hepatitidy B (naproti tomu ostatní typy hepatitidy způsobují RNA viry)